# Élection présidentielle israélienne de 1973
L'élection présidentielle israélienne de 1973 se déroule le 10 avril 1973 afin que les membres de la Knesset désignent le président de l'État d'Israël. Ephraïm Katzir devient le 4e président d'Israël.

## Résultats
| Candidat       | Voix |
| -------------- | ---- |
| Ephraïm Katzir | 66   |
| Ephraim Urbach | 41   |
| Votes blancs   | 9    |
| Total          | 116  |